# Limnomys
Limnomys is een geslacht van knaagdieren verwant aan Rattus dat voorkomt op Mindanao. Het geslacht is waarschijnlijk het nauwst verwant aan Bullimus, Tryphomys, Abditomys en in het bijzonder Tarsomys, de andere "New Endemics" van de Filipijnen. Er bestaan twee soorten: Limnomys bryophilus van Mount Kitanglad en Limnomys sibuanus van Mount Apo, Mount Kitanglad en Mount Malindang. De naam is afgeleid van de Griekse woorden λιμνη "moeras" en μυς "muis".
Het zijn vrij kleine muizen, met een zeer lange staart en een vrij lange achtervoet, met korte, scherpe klauwen. Zijn vacht is lang, zacht en dik. De rug van dit geslacht is bruinachtig en de buik wit. De staart is bruin met een witte punt. De vrouwtjes hebben 1+2=6 melkklieren, een kenmerk dat ze delen met Tarsomys maar dat verschilt van de andere "New Endemics" van de Filipijnen, die meer dan 6 mammae hebben. Beide Limnomys-soorten hebben 42 chromosomen, net als andere Rattus-achtige geslachten uit Zuidoost-Azië, maar Limnomys heeft een kleiner Y-chromosoom. 
Naast de twee genoemde geaccepteerde soorten werden er nog twee soorten tot Limnomys gerekend: Limnomys mearnsi, die uit jonge exemplaren van L. sibuanus bleek te bestaan, en Limnomys picinus, die gebaseerd bleek te zijn op een exemplaar dat deels uit Rattus mindorensis en deels uit L. sibuanus bestond. Daarnaast werd Parahydromys asper oorspronkelijk beschreven als "Limnomys asper".